# Цоню Цончев
Цоню Цончев е български финансист.

## Биография
През 1923 г. завършва Висше търговско училище в град Варна. От 1935 до 1940 е сътрудник в Статистическия институт за стопански проучвания към Софийския университет. Между 1938 и 1939 специализира в Харвардския университет. В периода 1940-1945 работи в главната дирекция по статистиката. От юли до октомври 1946 е назначен за подуправител на БНБ, а от 1946 до 1949 е неин управител. По време на неговия мандат се провежда парична реформа и национализация на банките.
През 1949 г. е отстранен от постовете си и е осъден в процеса срещу Трайчо Костов и лежи в затвора до помилването си през октомври 1955 година. По-късно работи към Икономическия институт на БАН.